# Rudolf von Gneist
Heinrich Rudolf Hermann Friedrich von Gneist, född 13 augusti 1816 i Berlin, död där 22 juli 1895, var en tysk jurist och statsman.
Gneist blev 1839 docent och 1844 e.o. professor vid universitetet i Berlin, men var samtidigt verksam på den praktiska banan och befordrades slutligen till bisittare vid övertribunalet i Berlin. När efter 1848 års rörelser den politiska reaktionen åter fick överhand, lämnade han (1850) den praktiska banan. År 1858 blev han ordinarie professor vid universitetet. Samma år invaldes han i preussiska deputeradekammaren, där han under författningskonflikten i början av 1860-talet tillhörde den liberala oppositionen, var sedan även ledamot av Nordtyska förbundets representantförsamling och inträdde 1871 i det nya tyska riksdagen, där han anslöt sig till det Tyska nationalliberala partiet. År 1888 upphöjdes han av Fredrik III av Tyskland i adligt stånd. Som universitetslärare föredrog Gneist de flesta till juridiska fakulteten hörande läroämnen (bland annat statsrätt, romersk rätt, straff- och processrätt), och vid de stora reformer, som under hans tid i socialt, politiskt eller juridiskt hänseende genomfördes i Preussen och i Tyska riket, utövade han ett väsentligt inflytande.
När vid den politiska striden i Preussen om ett konstitutionellt statsskick Storbritanniens inrättningar åberopades som mönster, beslöt Gneist att ge en framställning av dessa, och resultatet blev det monumentala verket Das heutige englische Verfassungs- und Verwaltungsrecht (1857-63), i vilket han ger en systematisk framställning av den brittiska förvaltningens historiska utveckling och samtida organisation. En jämförelse mellan brittiska och tyska förhållanden gav han i arbetet Verwaltung, Justiz, Rechtsweg, Staatsverwaltung und Selbstverwaltung nach englischen und deutschen Verhältnissen (1869). Han var synnerligen verksam för en omorganisation av den preussiska förvaltningen, och det av honom i skriften Die preussische Kreisordnung (1870) för reformen uppställda programmet blev också genomfört, varefter han blev förste ledamoten av det 1875 nyinrättade Oberverwaltungsgericht (till 1877). Även i den kyrkopolitiska striden tog han verksam del och uttalade sig i dithörande frågor genom skrifterna Die konfessionelle Schule (1869) och Die bürgerliche Eheschliessung (1869). 
Gneist kämpade livligt för Tyska rikets upprättande och deltog på ett bestämmande sätt i upprättandet av riksenheten i fråga om domstolsorganisation och rättegångsväsende. Särskilt uppträdde han genom skriften Vier Fragen zur deutschen Strafprocessordnung (1874) som kämpe för juryinrättningen, vilken också, trots mycket motstånd, infördes i tyska lagen. Bland hans övriga tryckta arbeten kan nämnas Freie Advokatur (1867), Die Selbstverwaltung der Volkschule (1869), Der Rechtsstaat (1872), Verwaltungsreform und Verwaltungsrechtspflege in Preussen (1878), Gesetz und Budget (1879), Die preussische Finanzreform (1881), Die nationale Rechtsidee von den Ständen und das preussische Dreiklassenwahlsystem (1894), samt hans berömda Englische Verfassungsgeschichte (1882), efter få år åtföljd av en kortare framställning av samma ämne, Das englische Parlament (1886). 
Gneists uppfattning av Storbritanniens författning och förvaltning var från början bestämd dels av frågan om garantier för den personliga friheten i den offentliga rätten, dels av hans reaktion mot parlamentarismen, som i Preussen och det övriga Tyskland hastigt hade spelat ut sin roll. Grundvalen för det brittiska statslivet såg han i landets selfgovernment, d.v.s. grevskapens och kommunernas förvaltning efter landets lagar genom oavlönade tjänstemän som systemets bärare betraktade han den jordägande lågadeln (landed gentry), som fyllde sitt kall dels i det parlamentariska livet, dels som fredsdomare och sheriffer, samt övriga förmögnare jordägare som medlemmar av jurydomstolarna och betalare av de på jorden vilande kommunalskatterna. Härvid tog emellertid han inte hänsyn till utvecklingen efter 1832 års parlamentsreform, varigenom kommunernas förvaltning allt mer övergått till valda styrelser (local boards); han misstrodde dessa, emedan rösträtten vid valen till dem grundats på census, oberoende av jordbesittning, och såg i dem en farlig följd av kapitalismens framträngande. Den industriella kapitalismens och den parlamentariska regeringens utveckling i Storbritannien efter 1832 hängde enligt honom på det närmaste tillsammans och måste efter hans mening medföra landets förfall, i det parlamentet och genom detta särskilt industrikapitalet övermäktigt tryckte på partiministärerna, och dessa åter behärskade de viljelösa local boards och deras avlönade tjänstemän. Trots ensidigheter i Gneists uppfattning fick hans verk av epokgörande betydelse för studiet av den engelska författningens och förvaltningens historiska utveckling och juridiska karaktär.